# Valter Palm
Valter Palm (ur. 23 grudnia 1905 w Mahtrze, zm. 3 listopada 1994 w Lake Worth) – estoński bokser.
Palm brał udział na Igrzyskach Olimpijskich w 1924 roku, uczestniczył w zawodach kategorii półśredniej. W pierwszej rundzie przegrał z Héctorem Méndezem, późniejszym srebrnym medalistą.
Palm uczestniczył także na Igrzyskach Olimpijskich w 1928 roku. W pierwszej rundzie wygrał z Albertem Nussem. W kolejnej fazie przegrał z Raúlem Landinim, późniejszym srebrnym medalistą.
Valter Palm stoczył 23 walki zawodowe. 19 z nich wygrał, w tym dziewięć poprzez nokaut, dwie przegrał i dwie zremisował.